# Чакли, Альфред
Альфред Чакли (англ. Alfred Chalkley; 21 октября 1904, Плайстоу — 7 июля 1985, Манчестер) — английский футболист, игравший на позиции защитника в клубе «Вест Хэм Юнайтед».

## Биография
У Чакли было три брата: двое старших, Джордж и Дартфорд, играли на позиции центральных полузащитников в футбольном клубе «Плайстоу», где впоследствии играл и их младший брат Чарли на позиции левого защитника. Альфред Чакли в футбол начал играть со школьной скамьи, и в 13 лет сыграл свой первый матч за юношескую сборную Англии против сборной Шотландии. Во время Первой мировой войны служил в армии, после войны работал монтажником.
Чакли подписал контракт с «Вест Хэм» в августе 1931 года, и его первый сезон в «Вест Хэм» 1931/32 выдался удачным. Свой первый матч он сыграл 29 августа 1931 года против «Болтона» перед 12000 зрителями, матч закончился поражением «молотков» — 1:0. Два дня спустя, 31 августа, Чакли отличился голом в домашнем матче против «Челси» (3:1) и принёс своей команде победу. Так, он оставался основным игроком «Вест Хэм» до сезона 1934/35. Именно Чакли удалось «размочить» ворота голкипера «Манчестер Сити» Лена Лэнгфорда 2 марта 1932 года, что до этого не удавалось никому.
Альфред также сыграл 3 игры за сборную Англии, дебют — 29 февраля 1936 года против сборной Бельгии, и все три — в основном составе.
Он ушёл из профессионального футбола в 1937 году, однако есть данные, что он играл за «Вест Хэм» и во время Второй Мировой войны.